# Line Mary-Louassier
Line Mary-Louassier, née le 6 février 1972 à Troyes et morte le 19 novembre 2011 à Bordeaux, est une haltérophile française.
Aux Championnats d'Europe d'haltérophilie 1991, elle remporte la médaille de bronze au général, la médaille d'argent à l'arraché et la médaille de bronze à l'épaulé-jeté ; elle est médaillée de bronze au général et à l'épaulé-jeté et médaillée d'or à l'arraché en 1995.
Elle est sacrée championne de France dans la catégorie des moins de 75 kg en 1998 et 2000 et dans la catégorie des moins de 83 kg en 1994 et 1997.
Elle meurt à l'âge de 39 ans d'un cancer du sein.